# Потабенко, Виктор Васильевич
Виктор Васильевич Потабенко (Потапенко) (укр. Віктор Васильович Потабенко; род. 1942) — советский и украинский спортсмен и тренер, Заслуженный тренер СССР (1981) и Заслуженный тренер Украины.

## Биография
Родился 23 апреля 1942 года в Новосибирске.
В юности занимался греблей. В 1978 году окончил Киевский государственный институт физкультуры (ныне Национальный университет физического воспитания и спорта Украины), после чего работал тренером в киевском гребном клубе спортивного общества «Локомотив». Подготовил женскую восьмёрку, завоевавшую серебряные медали на Олимпийских играх 1980 года, 7 раз становившейся чемпионками мира и 10 раз выигрывавшую чемпионат СССР (1976—1988 годы). Состав восьмерки первых чемпионок мира: Мария Пазюн, Елена Терёшина, Татьяна Буняк, Нина Антонюк, Валентина Ермакова, Надежда Дергаченко, Нина Уманец, Ольга Пивоварова и рулевая Нина Фролова.
С 2000-х годов Виктор Васильевич Потабенко является старшим тренером по гребле команды Украины. Некоторое время работал в США, затем вернулся на Украину. Среди его воспитанников известные спортсмены — Антон Холязников (призёр чемпионатов Европы), Татьяна Устюжанина (бронзовый призёр Олимпийских игр в Барселоне), а также неоднократные чемпионы Украины — Валентин Клецкой, Иван Тимко, Сергей Чиканов — участники Олимпийских игр 2012 года.
Виктор Потабенко является разработчиком «Силового стенда Потабенко» для тренировки спортсменов, патент Украины № 88113.
21 августа 2020 года получил звание «Заслуженный работник физической культуры и спорта Украины».